# Homburg (Sarre)
Homburg é uma cidade da Alemanha localizada no distrito de Saarpfalz, estado do Sarre. Com 41.875 habitantes (em 31 de dezembro de 2019), a cidade universitária é a terceira maior cidade do Sarre.